# Królikarnia
Królikarnia (tiếng Anh, "The Rabbit House") là một cung điện cổ điển lịch sử ở Warsaw, Ba Lan; và một khu phố ở quận Mokotów của Warsaw.
Từ năm 1965, cung điện đã là nơi tọa lạc của một bảo tàng dành riêng cho nhà điêu khắc người Ba Lan Xawery Dunikowski.

## Lịch sử

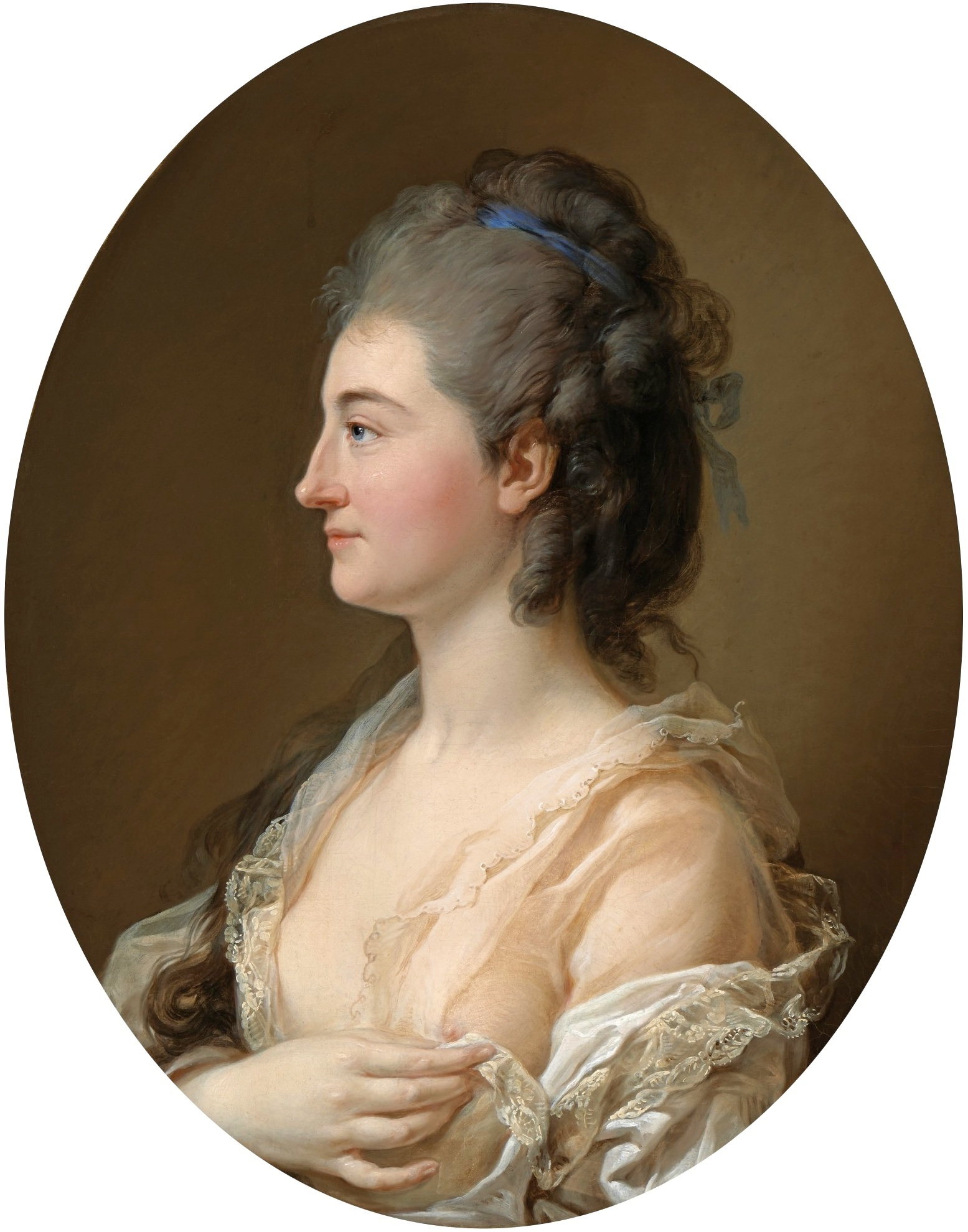
Catherina Gattai Thomatis, tình nhân của Vua Stanisław August Poniatowski

Cung điện được đặt tên cho chức năng trước đây của nó như một Trang trại thỏ cho nhà vua Augustus II mạnh  của Ba Lan (trị vì 1697-1706 và 1709-1733).
Królikarnia đã được dựng lên trên vách đá sông Wisła đẹp như tranh vẽ giữa năm 1782 và 1786 cho Nhà hát Doanh nhân của Nhà vua Stanisław August Poniatowski và Chamberlain, Charles Thomatis, Count de Valéry, bởi kiến trúc sư hoàng gia Domenico Merlini. Nó được mô phỏng theo Villa Rotonda nổi tiếng thời Phục hưng bên ngoài Vicenza, Ý, được thiết kế bởi Andrea Palladio.
Về tài sản của mình, Bá tước đã thành lập một nhà máy bia, lò gạch, nhà trọ, nhà máy, chuồng trại và vườn với vườn nho. Thomatis cũng đã được mô tả như một người tình cho vua Stanisław August Poniatowski (trị vì 1764 Quay95); và "biệt thự tại Królikarnia" của Bá tước khá hơn là hơn một nhà thổ cao cấp ".
Năm 1964, nó được xây dựng lại để lưu giữ một bộ sưu tập các tác phẩm điêu khắc của Xawery Dunikowski, và hiện lưu giữ Bảo tàng Điêu khắc Xawery Dunikowski, được khai trương vào năm 1965. Bảo tàng là một chi nhánh của Bảo tàng Quốc gia tại Warsaw. Nó cũng tổ chức triển lãm nghệ thuật tạm thời của các nghệ sĩ đương đại Ba Lan và nước ngoài. Trong Công viên Królikarnia, được đặt theo tên của cung điện, một công viên điêu khắc trưng bày các tác phẩm từ các bộ sưu tập phong phú của Bảo tàng Quốc gia. 

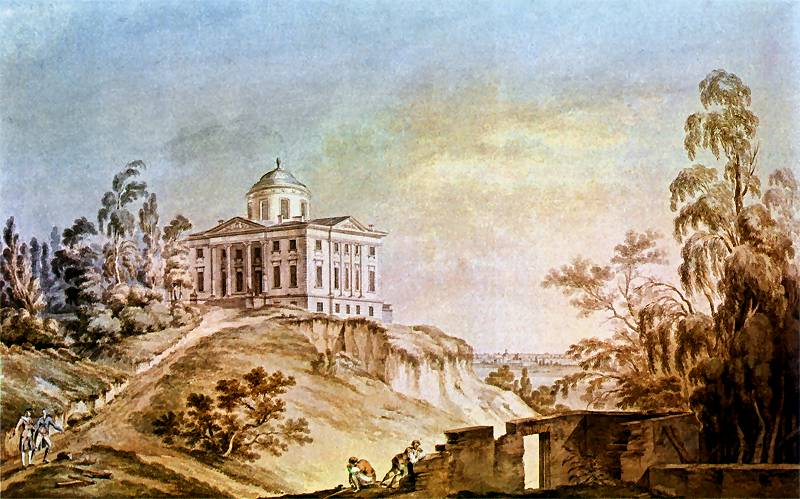
Widok Królikarni